# Други римски грађански рат
Други римски грађански рат или Други Сулин грађански рат се водио између 83. п. н. е. и 82. п. н. е. у Римској републици између оптимата на челу са Луцијем Корнелијем Сулом те популара на челу с Гајем Маријем Млађим. Представљао је наставак првог грађанског рата 88. п. н. е. – 87. п. н. е. завршеног привременом Сулином победом над популарима који су, користећи његов одлазак у Први митридатски рат, преузели власт у Риму и прогласили га одметником.
Сула се, након победе с Митридатом, с војском искрцао у Италији, поразио популаре, прогласио се диктатором и завео страховладу. Део популара је краће време наставио пружати у отпор у провинцијама, али се најдуже одржао Квинт Серторије у Хиспанији чији је устанак угушен тек 72. п. н. е. Овај се сукоб често наводи као део шире целине - Сулиног односно Првог римског грађанског рата.

## Сулин одлазак на исток и почетак сукоба
Пре свог одласка на исток, Сула је 87. п. н. е. одредио за конзуле, маријевца, Луција Корнелија Цину и оптимата, Гнеја Октавија. Присталице прогнаних маријуеваца су одмах почеле да агитују код Цине да нове римске грађане раздели по старим трибама, да не би губили утицај када гласају последњи. Долази до јасне поларизације коју Апијан сматра почетком повратка маријеваца. На једној страни је Цинина подршка новим грађанима, а на другој Октавијево конзеративније држање до традиције преимућства старог грађанског права. Занимљиво је Апијаново истицање Цининог карактера, конкретно корумпираности, у наводима да је давао подршку новим грађанима из користи од 300 таланата.
На једном од градских тргова дошло је до оружаног сукоба између новог и старог грађанства у коме су бројнији били нови грађани. Такав однос снага дао је Цини крила за проглас ослобођења робова који је био безуспешан и натерао га да оде у оближње градове са новим римским правом и позове на устанак прикупљајући узпут и новац за ратне подухвате. У међувремену, Сенат га је разершио функције конзула због покушаја ослобађања робова и довођења града у опасност. На негово место је изабран Јупитеров високи свештеник, Фламин, Лујија Мерул. Цина је дошао из Капуе, претходно придобивши старешине ондашњих легија, пред Сенат и театрално бацио снопове одигравши својеврстан перформанс какав се и данас може видети у неким парламентима. Одржао је говор, поцепао све са себе и лежао док се нису смиловали да му врате конзулско овлашћење. Када је поново добио подршку трибуна као војсковођа, тражио је помоћ у војсци и новцу од осталих градова, а група оптимата којој није мир био од користи потпиривала је ватру. Октавије са Мерулом је такође био заузет ратним припремама утврђујући град јарковима, поправљајући зидове и ратне машине. Мобилисао је одане градове, а војне редове је попуњавао и из Галије. Проконзул Гнеј Помпеј је такође опозван са војинм снагама којима је командовао у области Јадрана.

## Почетак војних операција
Време када су се супарничке војске улогоравале у билизини Рима било је одлична прилика да Гај Марије са многобројним људством доплови у Етрурију. Тамо је прикупио још шест хиљада људи на “стару славу” у борби са Кимбрима и по многобројним конзулатима, становништво Етрурије је такође било одушевљено због вести о новом закону. Са позамашним људством се придружио Цини стварајући многобројну војску. Њихова тактика је била опсада града одсецањем свих комуникација, Марије је цак разорио Остију и спречавањем војне интервенције из Галије. Римски конзули су у страху од малобројности, а град је захватила глад и куга, позвали Целиција Метела који је ратовао са Самнитима да потпише мир и врати се са војском, међутим Марије је у преговорима дипломатски придобио Самните. Уз помоћ војног трибуна Апија Клаудија који је био на Јаникулу, Марије сам успева да уђе у град, али бива одбијен од Октавијеа и Помпејеа. 
У ишчекивању фронталног сукоба, Цина је поново привукао становнике ка себи, овог пута неслободне, пропагирајући слободу. Пришло му је и пуно слободних људи у страху од глади. Марије и Циа су били потпуно надмоћнији па је и сам сенат одлучио да капитулира у овој ситуацији обавезујући Цину заклетвом да неће правити покољ. Укинута је Сулина одлука о прогонству и ушли су у град, за то време се Октавије са свим конзулским обележјима улогорио на Јаникулу не желећи да напусти град. Ту је и убијен, мирно чекајући егзекуцију, од стране Цензорина, са чим се у традицију политичке борбе уводи нови метод репресије – излагање одсечених глава на градском тргу који ће постати све учесталији и учесталији. Тријумф маријеваца је пратила огромна суровост, убиства и реваншизам према Сулиним симаптизерима су трајали данима наилазећи чак и на осуду код присталица.

## Коначни обрачун
Следећа 86. година била је упамћена по последњем, седмом, Маријевом конзулату који је после неколико дана прекинут смрћу. Конзулат је делио са Цином. Смрт тако битног актера је могла да има разне последице. У сврси спречавања најгорих по себе Цецина је наредио да се побију робови којима је обећана слобода. Луције Валерије Flak је наставио Маријев конзулат, упућен је у борбу на источном Фронту уместо смењеног Суле чији су закони такође били укинути. Ново грађанство је подељено у 35 триба, спроведена је делимична касација дугова, организована је колонија у Капуи, обећана плебсу још од стране Граха. Главни финансијски ослонац маријеваца представљали су витезови, публикани којома је пуновредна монета ишла на руку.
Сулина струја у сенатским круговима је и даље постојала и трудила се да заговара Сулин повратак у Италију. Не обраћајући пажњу на то, Цина је спремао војску за окршај са Сулом, али је пао као жртва побуне војника. Сула је по посланицима гарантовао безбедност Сенату и није желео да се одрекне војне моћи којом је располагао. Када је чуо да је супарничка војска и политичка фракција обезглављена сакупи војску и у 1600 лађа се превезе до Бриндизија, где је био добро дочекан. Почео је да пивлачи значајне људе око себе. Целиције Метел Побожни, проконзул који незадовољан политичком ситуацијом у Риму остао са својим трупама у Лигурији пришао је Сули. Упркос очевом неслагању са Сулом, Гнеј Помпеј је са својим легијама такође подржао Сулу и почео себи крчити пут цењеног војсковође и команданта, истичући се у Африци, Шпанији, на Понту. Сула му је, иако није имао година за то дозволио тријумф. Пришли су му многи оптимати, па чак и највећи противник и прогнаник Суле, Цетег, пребегао је њему спреман на сваки доказ лојалности. 
Уплашени Сулином појавом римски конзули су такође убрзали припремање за сукоб знајући величину његове мржње и жеље за осветом. Гај Нарбом и Луције Сципион су из страха и мржње кренули против Суле са војском из Италије и Шпаније. Рат је по Апијану трајао три године и догодило се много битака, чарки и опасни. Доста људи је из страха од Сулиног терора прилазило конзулској војсци, али је Сула ипак био надмоћнији. Војска Луција Сципиона, исцрпљена и безвољна, пришла је Сули, а конзул је страдао у завери. Остале конзулске војске су добро стајале и прикупљале снагу, као и Сула који није оклевао. Метел у бици побеђује Карината Карбоновог легата, а Сула Марија, Гајевог синовца, код Пенесте. Време за које се Сула примицао Рим, конзул Марије је користио да се обрачуна са својим противницима. Сулину војску су сви градови примали из страха, а када су стигли близу капије, грађани изморени глађу им отворише. Дошло је до сукоба код Колонских врата где су маријевци потпуно поражени, падом Пренесте Сула је дефинитивно имао потпуну власт. Мали број маријеваца је побегао. Маријев син је извршио самоубиство. Поразу су пркосили до 79. године само малобројни италски градови, градови западних провинција, Сицилије, Африке.
Сулина победа је донела наставак и интензивирање суровости као политичког реваншизма. Марсово поље напило се крви неколико хиљада Самнита у циљу застрашивања Сената. У Етрурију и Самниј слате су казнене експедиције. У самом граду одмах по улазу на власт почела је ликвидација противника по специјалним списковима, тзв. Проскрипције. Главе убијених излагане су на Форуму. Ситуација се понекад отимала контроли, па је много пљачкано и убијано из користољубља. Из читавог сукоба богат плен су извлачили Сулини ослобођеници и ветерани.